# Ibrahim Kodra
Ibrahim Kodra (18. dubna 1918, Ishëm – 7. února 2006, Milán) byl albánský malíř. Je považován za nejznámějšího albánského malíře ve světě. Vytvořil přes 2000 výtvarných děl.
Studoval na American Vocational School v Tiraně, obor malířství a design. Díky stipendiu italského velvyslanectví v Albánii mohl poté čtyři roky studovat na Akademii výtvarného umění (Accademia di Belle Arti) v italské Brescii. V Itálii již zůstal a roku 1944 si zde otevřel ateliér a výtvarné studio. Roku 1948 se setkal s Pablem Picassem na mírové konferenci v Římě. Toto setkání ho velmi ovlivnilo. Později se zajímal hlavně o architekturu, vztah výtvarného umění a architektury byl jeho velkým tématem. Paul Eluard ho nazval „primitivem moderní civilizace“ – což byla narážka na to, že jeho díla připomínají díla archaických a předmoderních kultur, byť zkušenost modernity nepopírají.

## Galerie

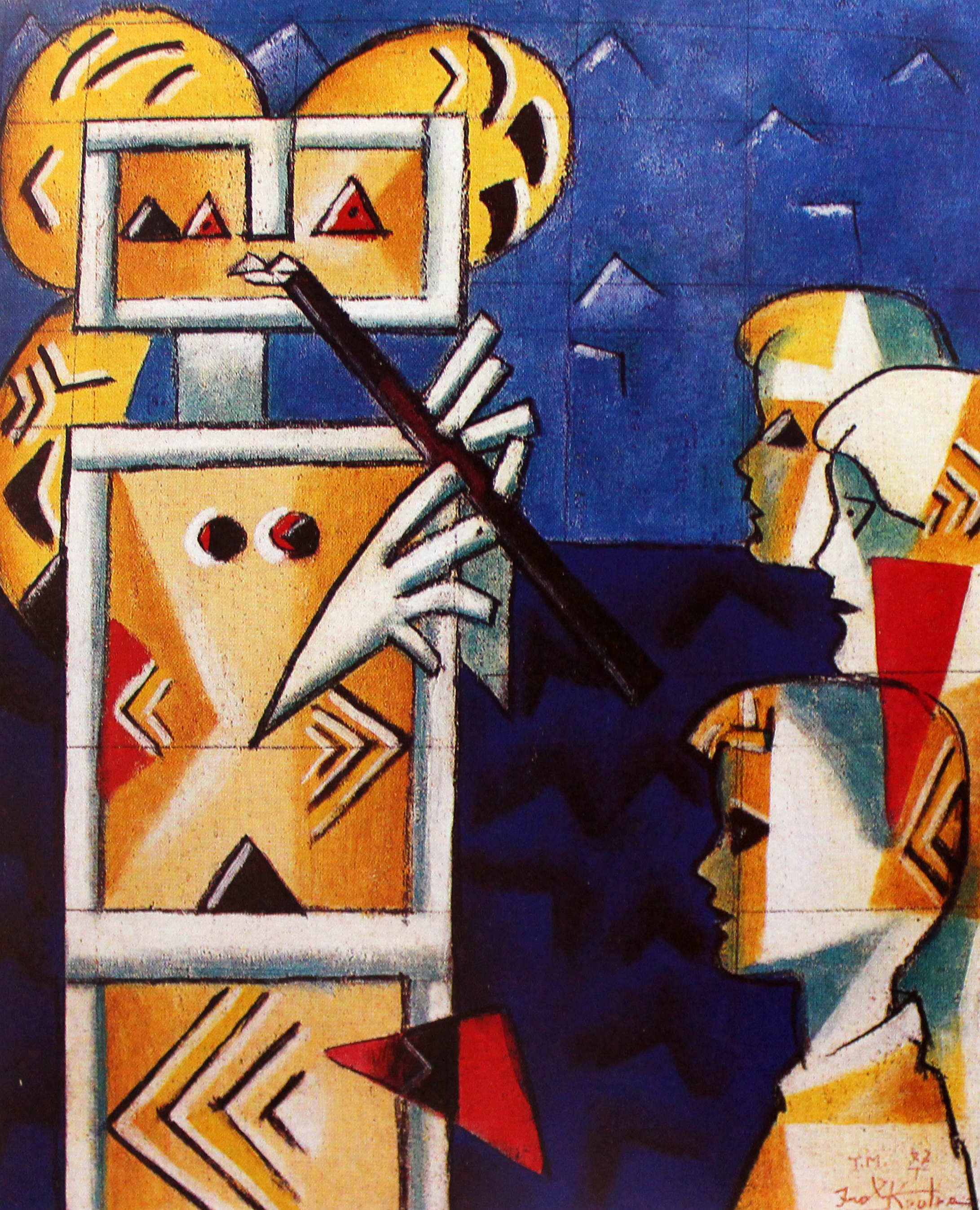
Hodina hudby, 1997
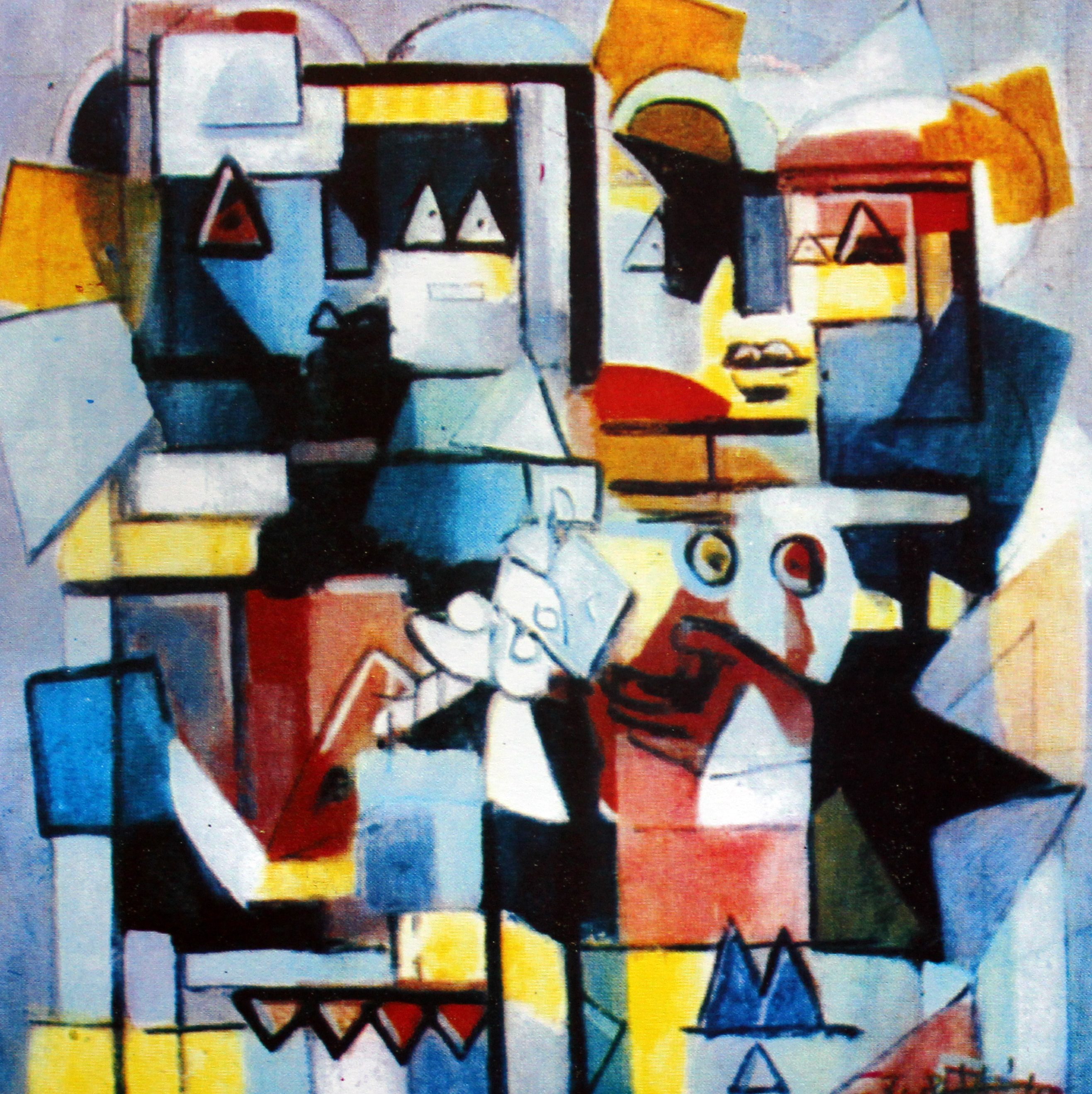
Schůzka, 1987
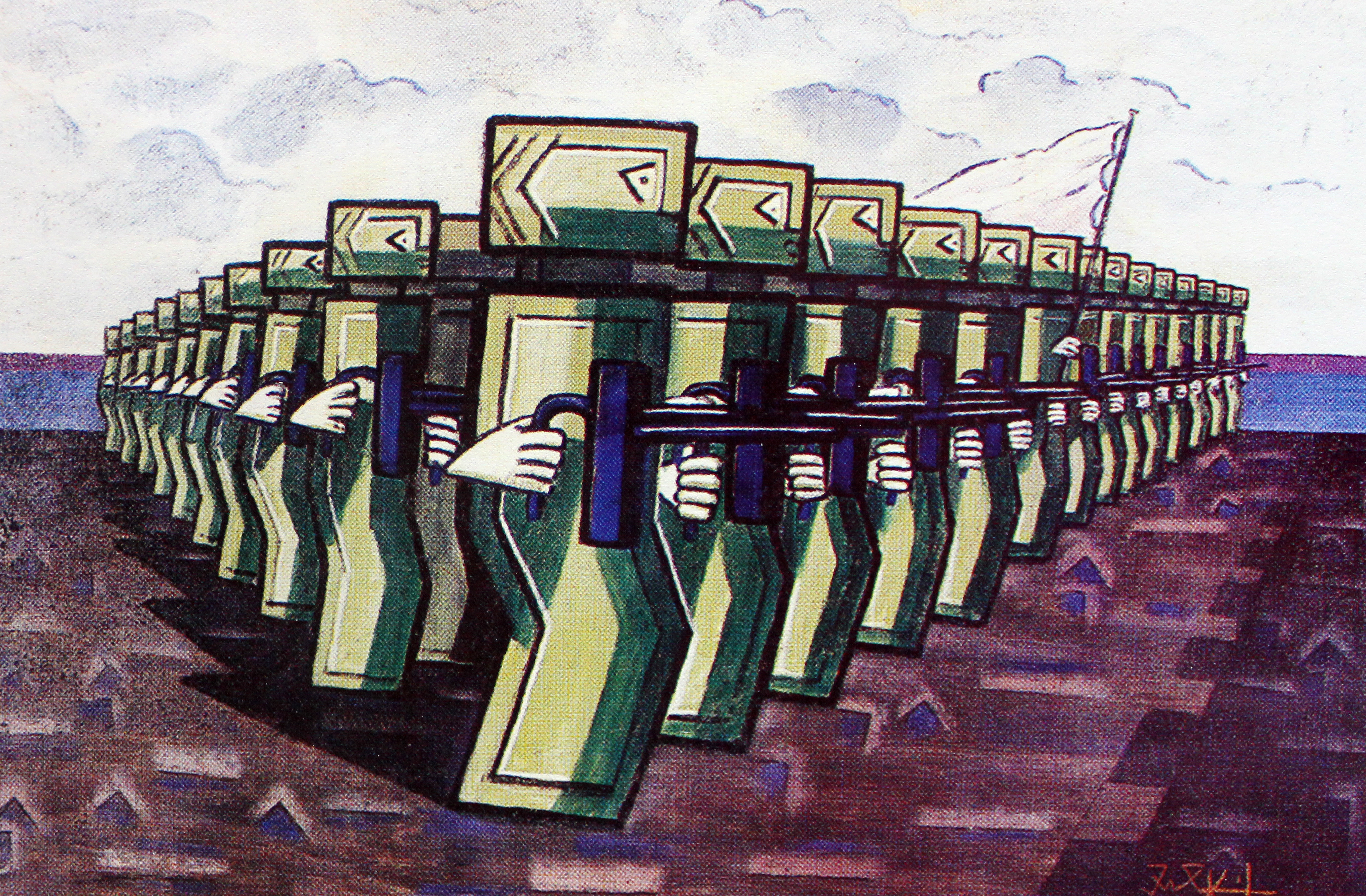
Válka za mír, 1977
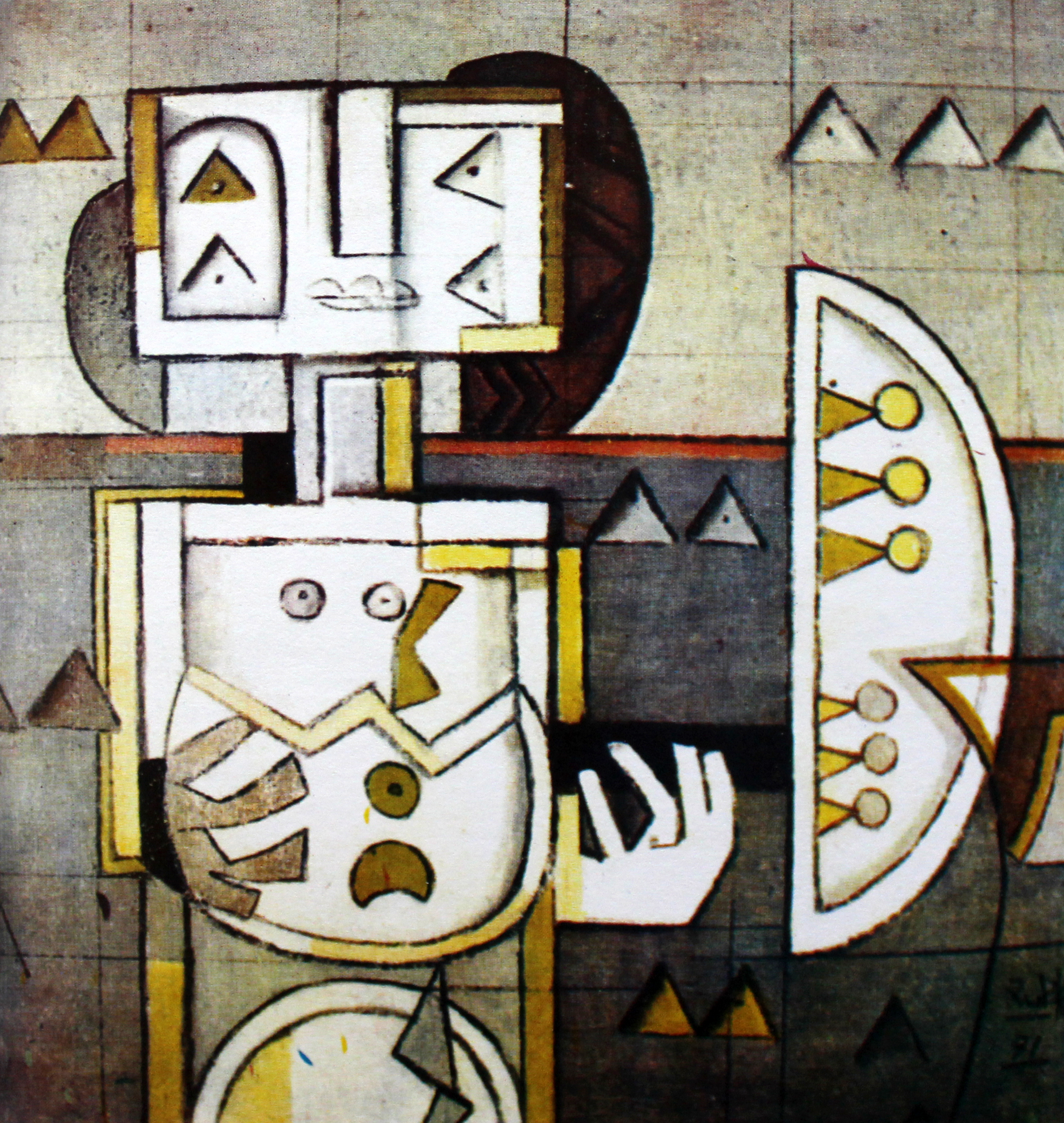
Zrození modly, 1971
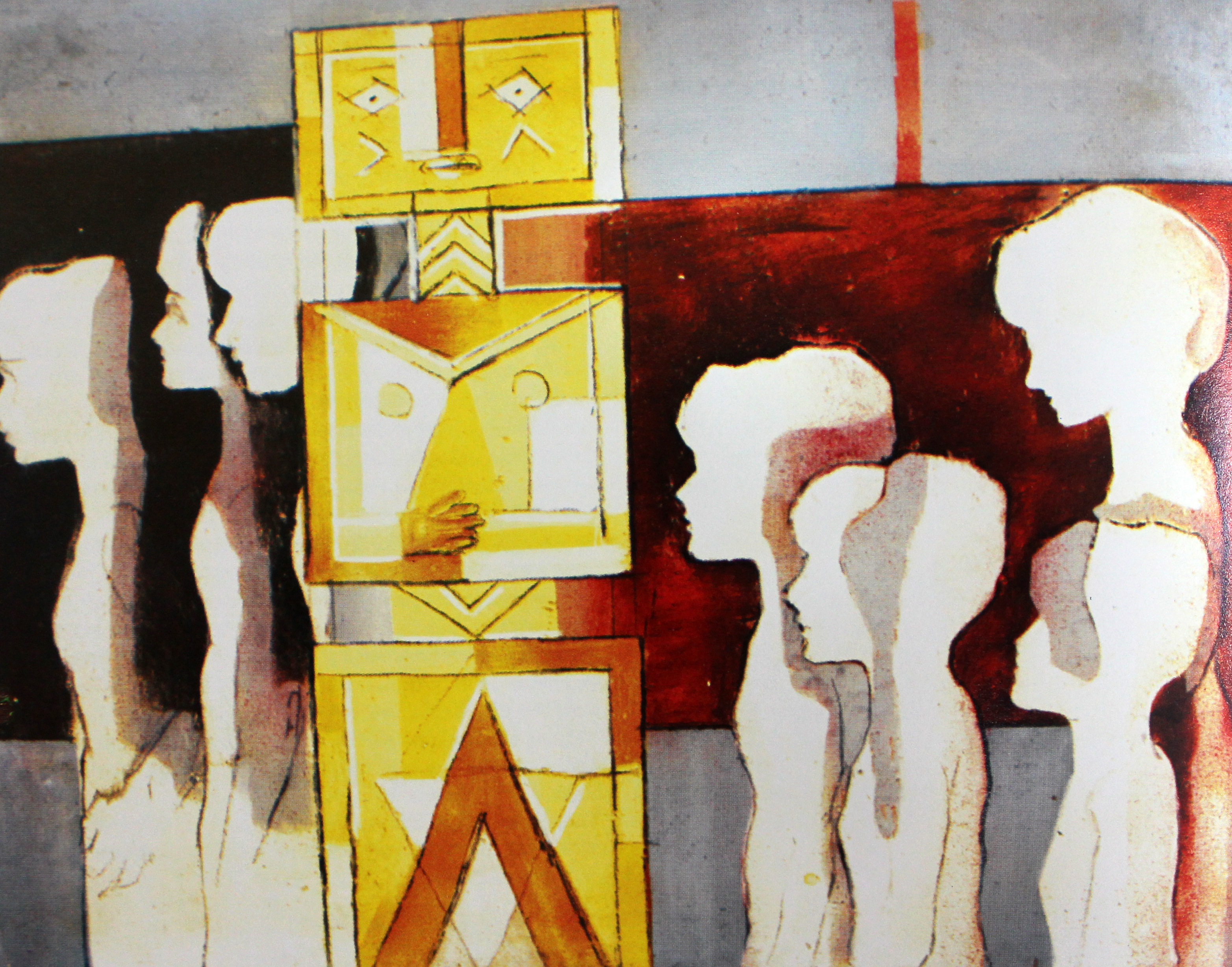
Hledání nových model, 1968
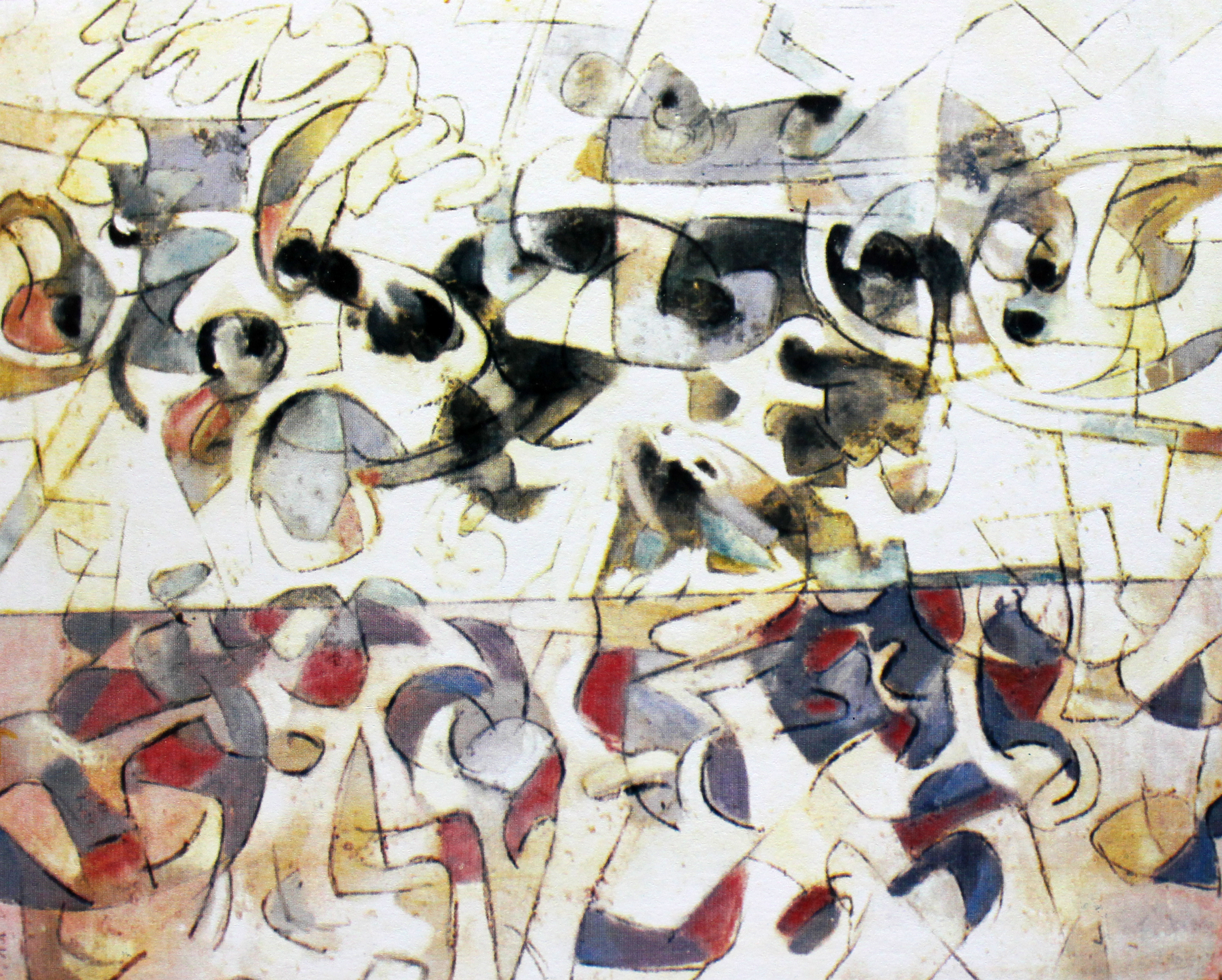
Moře, 1968